# Wim van der Velde
Willem Karel (Wim) van der Velde (12 december 1927 – 24 september 2020) was een Nederlandse regisseur van documentaires en opdrachtfilms. Hij was van 1978 tot 1987 directeur van de Nederlandse Filmacademie.

## Biografie
Wim van der Velde werd geboren in 1927. Hij kreeg zijn opleiding in de jaren vijftig aan de Italiaanse filmschool de Centro Sperimetale di Cinematografia, waar hij studeerde met vriend en collega Eddy van der Enden. Rond 1950 was Van der Velde onderdeel van een groepje aankomende filmers in Amsterdam, waartoe onder meer Van der Enden, Ytzen Brusse, Bert Haanstra, Piet van Moock, Peter Staugaard en Fred Tammes behoorden. Van der Velde assisteerde Haanstra bij diens film Spiegel van Holland die in 1951 de Grand Prix du Court Métrage won op het Filmfestival van Cannes. Ook was hij regieassistent van Haanstra bij de Ocar winnende film Glas en bij het voor een Oscar genomineerde debuut van Fons Rademakers Dorp aan de rivier.
Van der Velde richtte in 1956 samen met Jan Schaper de Productiegroep Trosfilm op, genoemd naar de door Van der Velde geregisseerde korte speelfilm Tros.
In 1957 werd Van der Velde alom geprezen voor zijn voor de Stichting Film en Wetenschap gemaakte documentaire Stervende taal over het gebarentaalsysteem van mgr. Martinus van Beek. In 1963 maakte hij een reis van drie maanden door het Midden-Oosten met Pim Korver voor de VPRO-documentaire Wedloop om Morgen, een EuroVisie-opdracht waarin de derde wereldproblematiek centraal stond. In 1967 regisseerde hij de door Bert Haanstra geproduceerde televisiedocumentaire Not Enough (Niet genoeg). Voor deze in opdracht van de OECD geproduceerde documentaire over het wereldvoedselprobleem won Van der Velde in 1969 de Gouden Nimf op het Festival de télévision de Monte-Carlo.
Van 1978 tot 1987 was Van der Velde samen met Rens Groot en Hans Klap directeur van de Nederlandse Filmacademie. In 1983 zat hij in de ad-hocjury van het Gouden Kalf voor  het Nederlands Film Festival.
Van der Velde overleed op 24 september 2020.

## Filmografie
- Boer Pietersen schoot in de roos (productiewerk, 1949), regie Ytzen Brusse
- Spiegel van Holland (regieassistent, 1950), regie Bert Haanstra
- Slaet op den Trommele (scenario, 1952), regie Mannus Franken
- Volle kracht..!/De fabricage van Stork-Ricardo Dieselmotoren (1955)
- Tros (1956)
- Dorp aan de rivier (regieassistent, 1958), regie Fons Rademakers
- Over glas gesproken (regieassistent, 1958), regie Bert Haanstra
- Glas (regieassistent, 1958), regie Bert Haanstra
- Wil om te winnen (1960)
- Polders voor industrie (1961)
- Atelierbezoek (1961)
- Ruimte voor miljoenen
- Wedloop om morgen (1964)
- Not Enough (1967)
- Een wand (1968)
- Voorbij het verleden (1972)
- De Beste van de klas (1976)
- Taffeh (1979)
- Quartet (1986)
- Children of Ghana (Kinderen van Ghana) (1988), samen met Bert Haanstra
- Jeugdmusea - Fietsen kan geen kwaad (1991)
- Le Quattro Stagioni (1992), samen met Anton van Munster

- Nederlandse Thesaurus van Auteursnamen: 072215143
- Virtual International Authority File: 280714524
- WorldCat: E39PBJhxgr9P3vDTcW3RpmtMyd